# ريو سيونغ-وان
ريو سيونغ-وان هو مخرج كوري جنوبي ولد في 15 ديسمبر 1973م.